# 슬라브 행진곡

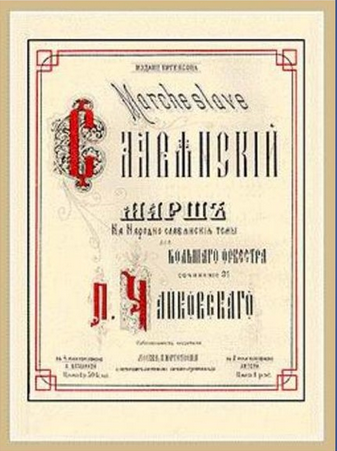

《슬라브 행진곡 내림 나단조 작품번호 31》(프랑스어: Marche slave)는 차이콥스키가 작곡한 관현악 행진곡이다.

## 개요
이 작품의 원래 제목은 《세르비아-러시아 행진곡》인데, 작곡자인 차이콥스키는 러시아음악협회에서 의뢰를 받은 지 5일 만에 완성했다. 1876년 11월 니콜라이 루빈스타인의 지휘로 초연되었다. 전쟁에서 고통받는 세르비아 의용군들의 고난을 상징하는 무거운 장송행진곡으로 시작되는 이 곡은 세르비아의 민요에 바탕을 두고 있으며, 이 민속가락이 제정 러시아의 국가인 보줴 짜랴 흐라니와 다른 선율들에 배합되어 있다.

## 악기 편성
- 목관악기: 피콜로2, 플루트2, 오보에2, 클라리넷(내림 나)2, 바순2
- 금관악기: 호른(바)4, 코넷(내림 나)2, 트럼펫(내림 나)2, 트롬본3, 튜바
- 타악기: 팀파니, 작은북, 심벌즈, 큰북, 탐탐
- 현악 5부

## 같이 보기
- 러시아-튀르크 전쟁 (1877년-1878년)